# Charlotte Becker
Charlotte Becker (Datteln, 19 de mayo de 1983) es una deportista alemana que compite en ciclismo en las modalidades de pista, especialista en la prueba de persecución por equipos, y ruta. Su hermana mayor, Christina, también fue ciclista profesional.
Ganó una medalla de bronce en el Campeonato Mundial de Ciclismo en Pista de 2008 y dos medallas en el Campeonato Europeo de Ciclismo en Pista, plata en 2011 y bronce en 2018.
Participó en dos Juegos Olímpicos de Verano, en Londres 2012 ocupó el octavo lugar en la prueba de persecución por equipos y disputó la carrera de ruta, pero sin llegar a terminar, y en Río de Janeiro 2016 terminó en el noveno lugar en persecución por equipos.

## Medallero internacional
| Campeonato Mundial | Campeonato Mundial       | Campeonato Mundial | Campeonato Mundial      |
| Año                | Lugar                    | Medalla            | Competición             |
| ------------------ | ------------------------ | ------------------ | ----------------------- |
| 2008               | Mánchester (Reino Unido) | Medalla de bronce  | Persecución por equipos |
| Campeonato Europeo |                          |                    |                         |
| Año                | Lugar                    | Medalla            | Competición             |
| 2011               | Apeldoorn (Países Bajos) | Medalla de plata   | Persecución por equipos |
| 2018               | Glasgow (Reino Unido)    | Medalla de bronce  | Persecución por equipos |

## Palmarés

### Pista
2002 (como amateur) 
- 3.ª en el Campeonato de Alemania Persecución

2004 (como amateur)
- Campeonato Europeo Puntuación sub-23

2005 (como amateur)
- Campeonato Europeo Puntuación sub-23

2007
- 2.ª en el Campeonato de Alemania Persecución
- 2.ª en el Campeonato de Alemania Puntuación

2008
- Los Ángeles Scratch
- 3.ª en el Campeonato Mundial Persecución por Equipos (haciendo equipo con Verena Jooß y Alexandra Sontheimer)
- Campeonato de Alemania Persecución
- 2.ª en el Campeonato de Alemania Puntuación

2010
- Campeonato de Alemania Persecución
- 2.ª en el Campeonato de Alemania Puntuación

2011
- 2.ª en el Campeonato de Alemania Omnium
- 2.ª en el Campeonato Europeo Persecución por Equipos (haciendo equipo con Lisa Brennauer y Madeleine Sandig)

2015
- 2.ª en el Campeonato de Alemania Persecución
- 2.ª en el Campeonato de Alemania Puntuación
- 2.ª en el Campeonato de Alemania Omnium

2016
- Campeonato de Alemania Puntuación

### Carretera
2005 (como amateur)
- 1 etapa de la Eko Tour Dookola Polski

2006 (como amateur)
- Campeonato de Alemania Contrarreloj

2007
- 2.ª en el Campeonato de Alemania Contrarreloj

2008
- Holland Ladies Tour
- 3.ª en el Campeonato de Alemania Contrarreloj

2009
- 1 etapa del Tour de Turingia femenino
- Albstadt-Frauen-Etappenrennen, más 1 etapa

2010
- Gran Premio Ciudad de Valladolid
- Campeonato de Alemania en Ruta
- 2.ª en el Campeonato de Alemania Contrarreloj

2011
- 2.ª en el Campeonato de Alemania Contrarreloj
- 1 etapa del Trophée d'Or Féminin
- 1 etapa del Premondiale Giro Toscana Int. Femminile-Memorial Michela Fanini

2012
- 2.ª en el Campeonato de Alemania en Ruta

2014
- Tour de la Isla de Zhoushan, más 1 etapa
- 3.ª en el Campeonato de Alemania en Ruta

2016
- 94.7 Cycle Challenge

2017
- Tour de la Isla de Zhoushan, más 1 etapa
- 3.ª en el Campeonato de Alemania en Ruta

2018
- Tour de la Isla de Chongming, más 1 etapa
- 1 etapa del Tour de la Isla de Zhoushan

2020
- 2.ª en el Campeonato de Alemania en Ruta

## Resultados en Grandes Vueltas y Campeonatos del Mundo
Durante su carrera deportiva ha conseguido los siguientes puestos en las Grandes Vueltas femeninas y en los Campeonatos del Mundo en carretera:
| Carrera              | Carrera              | 2006 | 2007 | 2008 | 2009 | 2010 | 2011 | 2012 | 2013 | 2014 | 2015 | 2016 | 2017 | 2018 | 2019 | 2020 | 2021 | 2022 |
| -------------------- | -------------------- | ---- | ---- | ---- | ---- | ---- | ---- | ---- | ---- | ---- | ---- | ---- | ---- | ---- | ---- | ---- | ---- | ---- |
|                      | Giro de Italia       | 52.ª | Ab.  | 42.ª | Ab.  | —    | 86.ª | 38.ª | 58.ª | 54.ª | —    | Ab.  | 48.ª | —    | 73.ª | —    | —    | —    |
|                      | Tour de l'Aude       | 54.ª | 34.ª | Ab.  | 38.ª | —    | X    | X    | X    | X    | X    | X    | X    | X    | X    | X    | X    | X    |
|                      | Tour de Francia      | —    | —    | —    | —    | X    | X    | X    | X    | X    | X    | X    | X    | X    | X    | X    | X    | —    |
| Mundial en Ruta      | Mundial en Ruta      | —    | —    | 71.ª | Ab.  | Ab.  | 38.ª | 34.ª | —    | 53.ª | Ab.  | —    | Ab.  | Ab.  | —    | —    | —    | —    |
| Mundial Contrarreloj | Mundial Contrarreloj | —    | 18.ª | 9.ª  | —    | 14.ª | —    | —    | —    | —    | —    | —    | —    | —    | —    | —    | —    | —    |

| —: No participó | Ab: Abandono | X: Edición no celebrada |

## Equipos
- Fenixs-Colnago (06.2006-2007)
- Equipe Nürnberger Versicherung (2007-2009)
- Cervélo Test Team (2010)
- HTC/Specialized (2011-2012)
  - Team HTC-Highroad Women (2011)
  - Team Specialized-Lululemon (2012)
- Team Argos-Shimano (01-05.2013)
- Wiggle Honda (05.2013-2014)
- Hitec Products (2015-2018)
- FDJ Nouvelle Aquitaine Futuroscope (2019)
- Arkéa Pro Cycling Team (2020-2022)